# 奥秩父集団遭難事故
奥秩父集団遭難事故（おくちちぶしゅうだんそうなんじこ）は、1916年7月に東京帝国大学の学生ら5名が埼玉県の奥秩父山塊を登山中に遭難し、うち4名が低体温症にて死亡した遭難事故。

## 経緯

### 計画
1916年6月、東京帝国大学の学生であった本野亨三が友人の小山秀三から赤城山に登った話を聞き、自分も登山をしてみたいと述べ、小山と仲間を誘って登山をしようということになった。そこで、同学の友人である中村孝三を誘い、さらに中村の友人であった藤井彦七郎と安井半右衛門を誘って7月に登山旅行をすることにした。ところが本野家で不幸があったために、最初の発案者であった本野が参加できないことになった。しかし、小山たちはせっかく計画したのでと予定通り旅行することにし、代わりに藤井と同じ銭湯に通っていたことをきっかけに親友になっていた市立深川小学校の訓導山室林次郎が仲間に加わった。
5人のうち、登山好きの小山がリーダーとなり、かつて藤井が登ったことがある奥秩父の山々を縦走することにして、以下の計画を立てた。
- 7月24日の夜行列車で飯田町駅を出発。
- 7月25日早朝に塩山駅を降りて、笛吹川沿いに遡って雁坂峠で露営。
- 7月26日雁坂峠より峰伝いに進んで甲武信ヶ岳で露営。
- 7月27日国師岳で露営。
- 7月28日金峰山で露営。
- 7月29日下山して増富温泉で宿泊。
- 7月30日帰京。

### 遭難
7月25日の早朝に予定通りに塩山に着いた一行は雁坂峠に向かうも、途中で露営を繰り返すと言うことで大量の荷物を背負ったままの登山となったために行程が遅れ、途中の三富村の広瀬に着くのがやっとであった。そこで、改めて現地の住民にルートを尋ね、子酉川（笛吹川）を渡って二俣に至り、沢を登り、破風山に向かってそこから嶺伝いに進むことになった。この際に破風山の近くに破不山があるので気をつけるようにと忠告を受けた。実は、この付近の山名は混乱しており、現在の木賊山の山頂に「破風」、破風山の山頂に「破不山」の三角点が存在していていた。後年の著作物になるが、明治時代に西の木賊山に陸軍測量部が誤って「破風山」の三角点を立ててしまったために、混同を避けるために現地の人々を含めて本来の破風山の方を「破不山」と称するようになったと記されている。実際に追悼集『山の犠牲』でも現在の破風山を遭難現場の「破不山」と表記している。ここで案内人を雇うべきだという議論も出たが、磁石も地図もあるからということで最終的には否決されたという。
翌26日に破風山に向かったが、子酉川を渡る前に沢に入ってしまった。山を登っているうちに中村孝三は地形が地図に合わないことに不審がったが、一同は自分達の間違いだとは気付かず、地図の不正確さに問題があると考えていた。加えて、昼頃より天候が悪化して登山は困難を極めた。そして、27日に一行は破風山（現在、「木賊山」の名称で呼ばれている）の山頂にあるという三角点を見つけた。ところがそれは破不山（現在、「破風山」の名称で呼ばれている）の山頂にある三角点であった。彼らは地図に従って破風山から甲武信ヶ岳の方向に向かって歩こうとするが、彼らの認識と実際の場所のずれによって山を下りて埼玉県側の木賊沢に降りてしまったのである。しかも悪天候の中で歩き続けた5名の体力は消費され、激しい雨の中で露営を行ったものの、マッチは使い切って寒さと降りしきる雨の中で夜を過ごさざるを得なかった。ここに来て、さらに歩き回っても意味はないと考えて引き返すことになった。
28日の朝、5人は持っていた荷物があまりにも重すぎることから、その大部分を捨てて山を引き返して広瀬への帰途を求めようとした。そして、同日の昼頃には三角点にまで戻ることには成功した。しかし、そこから山を下りようとしても、天候も悪く木々や熊笹が生い茂る中で26日の夜の露営地までは見いだしたものの、その先の道を見いだすことができなくなっていた。28日の午後には5名ともすでに疲労と寒さによって意識が朦朧として満足に歩けないような状態になっており、特に小山秀三は体調不良を訴え始めていた。29日朝、前日に小山のために安井半右衛門と共に渓水を求めて沢へ歩いている途中で意識を失った中村孝三は自分の身体にマントを掛けたまま残りの4名が出発していることを知った。しかも、4人を追いかけようとした中村は、彼が唯一持っていた食料であった鰹節すら手から滑らせて水中に落としてしまった。その後、中村は履物を喪い、疲労と全身傷だらけの状態となり、雨露で喉を潤すだけで山中をさまよい続けた。唯一の救いは30日を過ぎた頃から天候が回復し始めたことであった。そして、8日後の8月6日になって広瀬と雁坂峠の中間にあった製材所に飛び込み、結果的に唯一の生存者となった。中村は追悼集『山の犠牲』に遭難の経緯を書き記しているものの、その後、この出来事についてはほとんど語らなかったという。

### 捜索
5名を襲った激しい風雨は山岳地のみではなく、甲信地方や関東地方の広い範囲でも激しい暴風雨となって襲っていた。そんな中で7月30日になっても5名が帰ってくるどころか、家族への連絡も何もなかった。特に唯一の社会人であった山室林次郎は31日が勤務先の学校の登校日であった。
8月4日、小山秀三の兄・博の元を安井半右衛門の父・浜之助が相談に訪れ、息子が予定日を過ぎても戻ってこないことを危惧して警察に届け出るべきだという意見で一致し、山梨県警察部に捜索依頼を提出した。8月5日、小山博・安井浜之助・池田嘉平治（藤井彦七郎の実弟）ら関係者5名が甲府市へ向かった。夕方、甲府に着いた一行は警察より、広瀬までは足取りを追えたもののその後の行動は不明であること、塩山と増富温泉、それに甲府から直接金峰山に向かうルートの3方向から捜索隊を送る計画を実施するとの説明を受けた。8月6日、小山博と池田嘉平治が塩山側の捜索隊に加わるべく甲府に出立し、小山秀三の高校・大学の同級生である阿部敏樹らが金峰山側の捜索隊に同行することになった。小山博が広瀬に到着したとき、先に到着していた日下部警察署の巡査より地元の捜索隊が製材所で行方不明者の1人らしき若者を救出したとの知らせが入った。確認するとメンバーの1名である中村孝三その人であった。中村は衰弱していたが、小山博の呼びかけには応え、自分は28日を最後にはぐれてしまったが、虚弱である自分が生きて帰れたので、食料も持っている筈の4名は元気で居るだろう、と述べた。中村を発見したのは地元の住人であったが、幸運にも東京の病院で看護師をしている妻の連れ子が休暇で継父の元におり、継父からの知らせで駆けつけた彼女が中村を介抱して、彼女から彼は療養が必要ではあるが直ちに生命の危険はないだろうとの説明を受けた。
また、別の捜索隊は破不山の周辺で遺留品を複数見つけ、その一部を確認した小山博は弟の持ち物や、名前が記された他のメンバーの所持品を確認することができた。6日の夕方、三富村の村長や日下部警察署の人々らが家族とともに会議を開き、他の4名も破不山周辺から広瀬にかけてのどこかにいる可能性が高いと判断して付近を重点的に捜索することになった。また、夜に入って地元の医師が救出された中村孝三の診断をするために訪れたが、看護師と同様の見解を述べた上で中村の衰弱ぶりより一刻も早く他の4名も救出した方がよいとの意見が出された。翌7日、破不山周辺を一斉捜索したところ、午前中のうちに破不山南側の斜面にて3名、それから少し時間をおいてもう1名を発見したが、全員その場で死亡が確認された。最初に安井半右衛門の遺体が所持品に記載されていた名前から確認され、200メートル離れたところにあった2名の遺体は捜索隊に同行していた小山博・池田嘉平治の確認によって池田の実兄である藤井彦七郎と山室林次郎のものと確認された。さらに数百メートル離れた場所にあった後から見つかった遺体は小山秀三のものと確認された。同行した医師によって彼らの遺体には致命傷はないと判断されたが、4名の遺体はいずれも夏の暑さで腐敗が進行して大量の蛆や蠅がたかっているありさまで、中村孝三が昏睡していた28日の午後から29日の朝にかけてからそう時間を置かずに昏睡状態に陥り、次々と力尽きて命を落としたと推測された。ただし、小山秀三は他の3名よりも少し離れた下方でかつ全裸の状態で発見された（衣服は周囲に散らばっていた）ことから、4名の中で最後まで生存して体調悪化による苦しみから服を全て脱いでしまったか、死後に大雨に流されて遺体から服が脱げてしまったかのいずれかであると判断された。そして、（恐らくは最後まで同行していた安井によって）コートを掛けられた状態で眠っていた中村孝三だけが翌朝に再び目を覚ますことができ、多少の水の補給だけで山野をさまよい続けて奇跡的な生還を果たしたと推測された。小山博は4名の遺体の腐敗状況の深刻さから東京に遺体を持ち帰るのは無理と判断し、1人息子の帰還を信じて甲府で留守を守る安井浜之助には「危篤」との電報を打ち、東京の家族には火葬をするために直ちに広瀬に集まるように電報を打ったという。

## 備考
日本山岳会の理事（後に会長）であった木暮理太郎は、今回の遭難について天候の悪化が主たる原因ではあるが、（中村孝三の証言通り）食料自体はかなりの量が残されていたため、気温の低下よりも数日間山中を彷徨ったことによる疲労を原因とする体調悪化が凍死を招いたとする。一行の判断ミスとしては、準備自体は優れたものであったが故に却って荷物としては重くなりすぎてしまったこと（疲労が4名の死に深く関わっていることが明らかであるため、その観点からは悪影響を及ぼしたと言える）、天候の悪化の可能性を予想しなかったこと、自分達が地図から外れてしまっている可能性を顧慮しなかったこと（ただし、天候の悪化で周囲の展望を確認できず、地図を広げ難かった事情はある。また、中村孝三の証言によれば、埼玉県側の地図は持っていなかった筈である）、案内人を雇わなかったこと（現地の事情に通じていれば必ずしも必要であるとは言えないが、今回はそのケースには当てはまらない）などを取り上げている。
4名の死後に刊行された追悼集『山の犠牲』に序文を寄せた黒岩涙香は、「四名の死は徒死ではない、惨死ではあるけれど、決して徒死とはいはれぬ。明白に四君の死は冒険の犠牲である」と述べている。